# Michal Pospíšil
Michal Pospíšil (Praga, 31 maggio 1979) è un ex calciatore ceco, attaccante.

## Palmarès

### Club

#### Competizioni nazionali
- Campionato ceco: 3

Sparta Praga: 1996-1997, 1997-1998, 2000-2001
- Coppa della Repubblica Ceca: 1

Sparta Praga: 1995-1996
- Coppa di Scozia: 1

Hearts: 2005-2006